# جوزایا گورگاس
جوزایا گورگاس (انگلیسی: Josiah Gorgas؛ (۱ ژوئیه ۱۸۱۸) – ۱۵ مهٔ ۱۸۸۳) پرسنل نظامی، و دانشگاهی اهل ایالات متحده آمریکا بود.